# Confine tra Liechtenstein e Svizzera
Il confine tra il Liechtenstein e la Svizzera descrive la linea che delimita i due stati. Ha una lunghezza di 41 km.

## Storia
Il confine è molto antico, risalendo al 1434, quando le contee di Vaduz e di Schellenberg furono riunite. Il confine è internazionale dal 1806, quando il Liechtenstein è divenuto Stato sovrano.

## Caratteristiche
La linea di confine si trova ad est della Svizzera e ad ovest e sud del Liechtenstein.
Inizia dalla triplice frontiera tra Austria, Liechtenstein e Svizzera collocata a nord del Liechtenstein e lungo il fiume Reno. Il confine scende verso sud lungo la valle del Reno e poi piega ad oriente; passa per il Grauspitz, montagna più alta del Liechtenstein. Infine arriva al Naafkopf, dove si incontra la seconda triplice frontiera tra Austria, Liechtenstein e Svizzera.

## Valichi di frontiera
| Immagine | Luogo | Strada svizzera                     | Località svizzera           | Canton elvetico | Strada del Liechtenstein | Località del Liechtenstein | Note                                           |
| -------- | ----- | ----------------------------------- | --------------------------- | --------------- | ------------------------ | -------------------------- | ---------------------------------------------- |
|          | Reno  | Raggiunge l'A13 e l'Hauptstrasse 13 | Salez (Sennwald)            | San Gallo       |                          | Ruggell                    |                                                |
|          | Reno  | H433→A13 e l'H13                    | Haag (Sennwald)             | San Gallo       | Rheinstrasse             | Bendern (Gamprin)          |                                                |
|          | Reno  | Hauptstrasse 16 raggiunge l'A13     | Buchs                       | San Gallo       | H16                      | Schaan                     |                                                |
|          | Reno  | Rheinstrasse→A13                    | Sevelen                     | San Gallo       |                          | Vaduz                      |                                                |
|          | Reno  | Raggiunge l'A13 e l'H13             | Trübbach (Wartau)           | San Gallo       |                          | Balzers                    |                                                |
|          |       | H414                                | Sankt-Luzisteig (Maienfeld) | Grigioni        | H414                     | Balzers                    | Sul versante nord del passo di Sankt Luzisteig |

## Galleria d'immagini

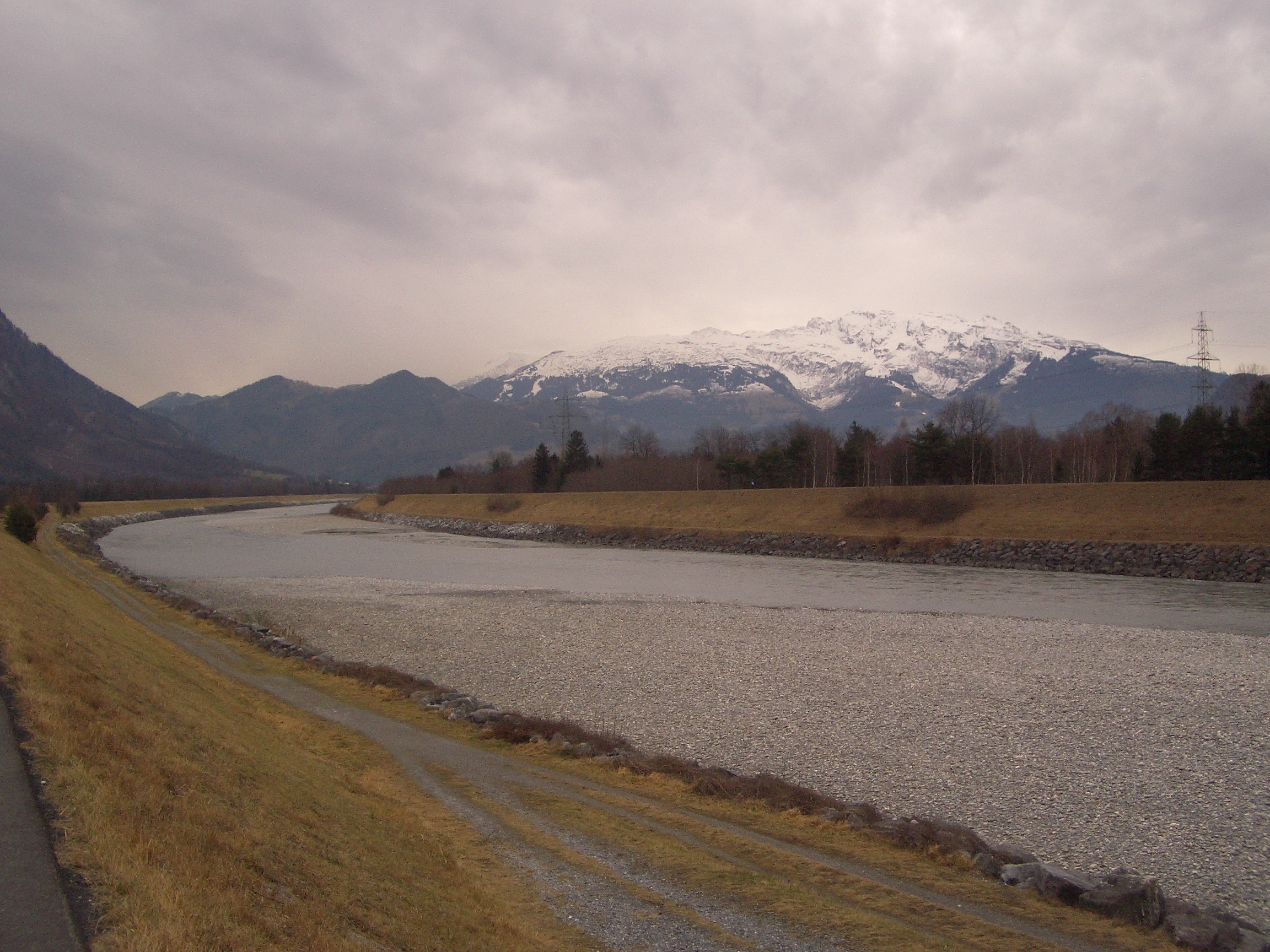
Il Reno delimita per gran parte la frontiera tra i due Paesi.
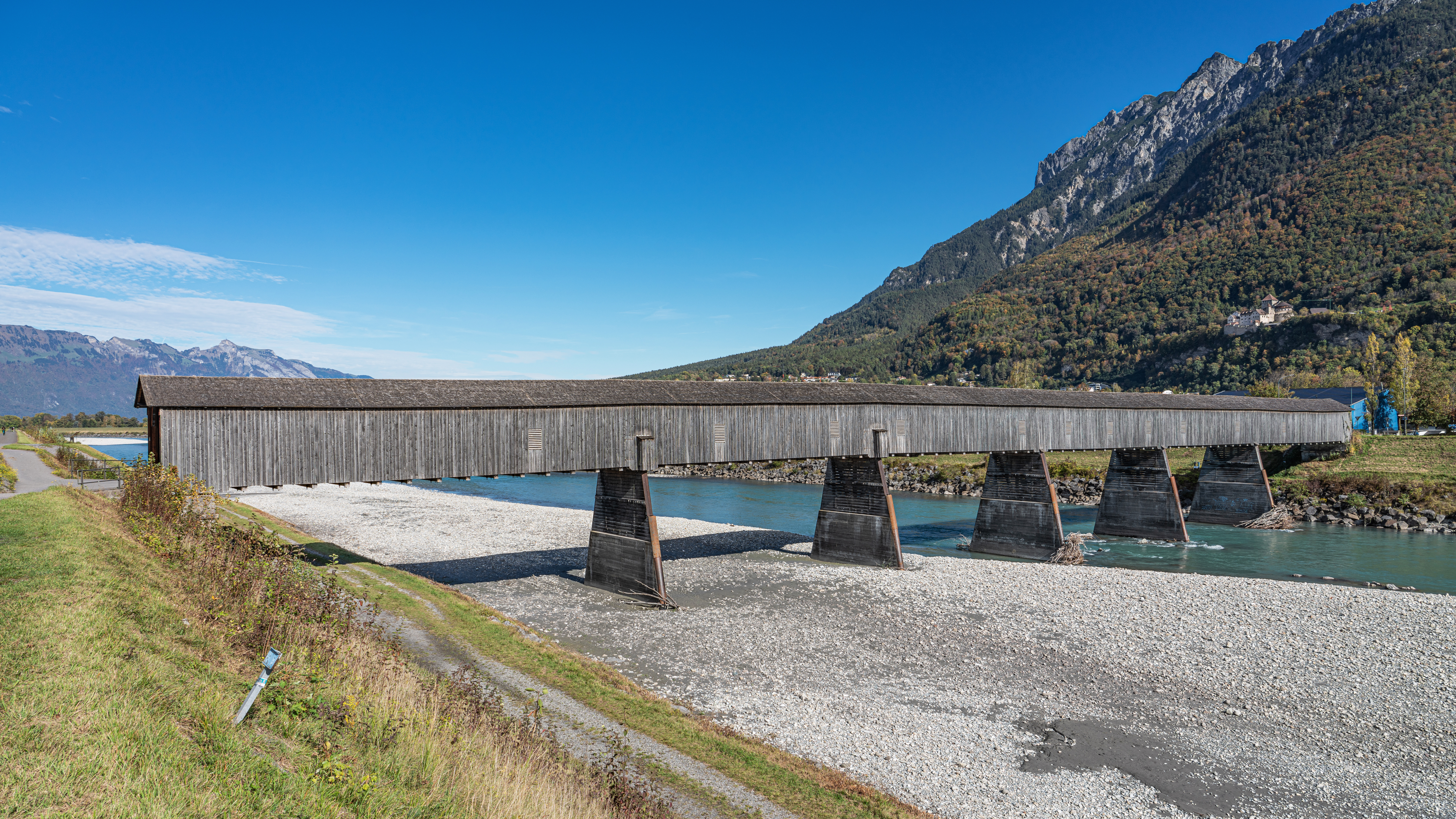
Alte Rheinbrücke, ponte sul Reno tra Sevelen (CH) e Vaduz (FL).
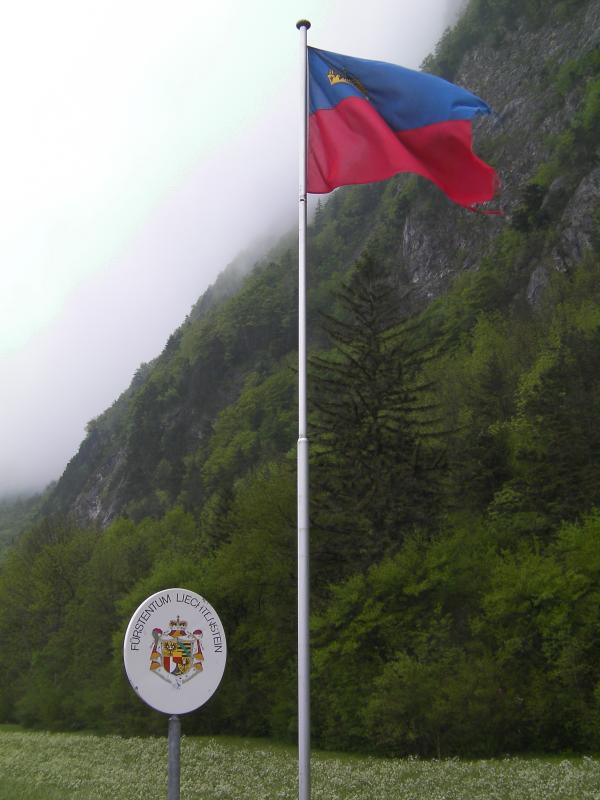
Ingresso in Liechtenstein dalla Svizzera dalla strada del passo di Sankt Luzisteig.

## Sezioni alpine sul confine
Il confine è collocato lungo la catena alpina. Da ovest verso est si incontrano le seguenti sezioni e sottosezioni alpine:
- Alpi Retiche occidentali
  - Catena del Reticone
    - Gruppo del Reticone